# Социално влияние
Социалното влияние e налице, когато индивидуалните мисли или действия са повлияни от други хора. Социалното влияние може да приема различни форми, както се вижда в конформността, социализацията, приятелския натиск, подчинението, лидерството, убеждението, както и маркетинга и продажбите. Харвардският психолог Херберт Келман идентифицира три широки вида на социалното влияние :
- Съгласие – когато хората се съгласяват с други, но в действителност запазват своите лични противоположни мнения.
- Идентификацията – когато хората са повлияни от някого, когото харесват и уважават, като например някоя известна личност или любимият чичо.
- Интернализация – когато хората приемат вяра или поведение и я приемат както лично, така и публично.